# Terremoto de México de 1979
El terremoto de México de 1979 (también conocido como el sismo de la Ibero) sucedió a las 05:07:15 CST (11:07 UTC) el 14 de marzo de 1979 con una magnitud estimada de 7.7 Mw y 7.7 Ms. Su epicentro fue en el estado de Guerrero a 24 km al norte del municipio de Petatlán, Guerrero. El sismo fue reconocido en los medios de comunicación debido a sus extensos daños en las instalaciones de la universidad Iberoamericana en la Ciudad de México. Alcanzó una intensidad máxima percibida de VIII (Severo) en la escala de intensidad Mercalli Modificada.
El sismo se sintió en varios estados de México, siendo en los estados de Jalisco, Guerrero y Puebla los que registraron daños, y en la Ciudad de México dejó 3,000 muertos, 3,500 heridos y 100 inmuebles derrumbados

## Geología
Ubicado en la cima de tres de las grandes placas tectónicas, México es una de las regiones más sísmicamente activas del mundo. El movimiento relativo de estas placas de la corteza causa terremotos frecuentes y erupciones volcánicas ocasionales. La mayor parte de la masa terrestre mexicana se encuentra en la placa norteamericana en movimiento hacia el oeste. El fondo del Océano Pacífico al sur de México está siendo llevado hacia el noreste por la placa de Cocos subyacente. Debido a que la corteza oceánica es relativamente densa, cuando el fondo del Océano Pacífico se encuentra con la corteza continental más ligera de la masa continental mexicana, el fondo oceánico se subduce debajo de la placa de América del Norte creando la profunda trinchera de América Central a lo largo de la costa sur de México. También como resultado de esta convergencia, la masa terrestre de México que se mueve hacia el oeste se ralentiza y se arruga creando las cadenas montañosas del sur de México y terremotos cerca de la costa sur de México.
La Ciudad de México es vulnerable a los terremotos. La razón principal de esto es la geología de la superficie de la zona, especialmente el centro de la ciudad. La ciudad fue construida originalmente en una isla en el medio del lago Texcoco, y las reglas aztecas construyeron diques para prevenir inundaciones mientras que las reglas coloniales españolas drenaron más adelante los lagos en un proyecto hidráulico masivo (conocido como el Desagüe) en respuesta a las inundaciones periódicas importantes. La geología cercana a la superficie de esta área se clasifica en tres secciones: el antiguo lecho del lago, que es arcilla blanda de ceniza volcánica con un alto contenido de agua, un área de piedemonte, gran parte de la cual está cubierta por 5 a 30 metros de lava de menos de 2.500 años de antigüedad, y una antigua zona del delta del río.
En el lecho del lago histórico, el limo predominante y los sedimentos de arcilla volcánica amplifican la sacudida sísmica. El daño a las estructuras se ve agravado por la licuefacción del suelo, que causa la pérdida de soporte de los cimientos y contribuye a la asentamiento espectacular de grandes edificios.

## Daños
Los daños fueron extensos en la Ciudad de México, dos estructuras de la universidad Iberoamericana colapsaron, sin embargo no se registró algún muerto o herido por estos colapsos debido a que en el momento del colapso no era horario escolar y no había docentes o alumnos adentro de las estructuras, además varios edificios administrativos, talleres, aulas y edificios de la universidad colapsaron o fueron dañados irreversiblemente, estimándose que el 90% de esta universidad había sido afectada, en total 5 edificios de parte de la universidad colapsaron parcialmente o por completo.
En la Ciudad de México la cifra total de daños fueron: 39 estructuras con daño, 25 con daños importantes, 9 graves, 2 colapsos parciales y 3 totales.

### Infraestructura urbana
El abastecimiento de agua potable sufrió grandes daños en la Ciudad de México, dejando a un 40 % de los usuarios sin el servicio por más de 48 horas.
Gran parte de la Ciudad de México se quedó sin energía eléctrica y en total la red eléctrica quedó dañada en un 20% del territorio nacional.